# Aire urbaine de Dreux
L'aire urbaine de Dreux est une aire urbaine française centrée sur l'unité urbaine de Dreux. Composée de 28 communes de l'Eure (6) et d'Eure-et-Loir (22), elle comptait 60 295 habitants en 2013.

## Caractéristiques en 1999
D'après la définition qu'en donne l'INSEE, l'aire urbaine de Dreux est composée de 28 communes, situées dans l'Eure et l'Eure-et-Loir. Ses 57 982 habitants font d'elle la 127e aire urbaine de France.
3 communes de l'aire urbaine sont des pôles urbains.
Le tableau suivant détaille la répartition de l'aire urbaine sur les départements (les pourcentages s'entendent en proportion du département) :
| Département  | Communes | Communes (%) | Superficie (km²) | Superficie (%) | Population (1999) | Population (%) |
| ------------ | -------- | ------------ | ---------------- | -------------- | ----------------- | -------------- |
| Eure         | 6        | 0,9          | 39,49            | 0,7            | 4 458             | 0,8            |
| Eure-et-Loir | 22       | 5,5          | 242,71           | 4,1            | 53 524            | 13,1           |